# 笛吹川
笛吹川是日本三大急流之一的富士川水系的一級河川。深澤七郎曾以此川為題材寫過小說《笛吹川》，木下惠介導演則將此小說電影化。

## 地理
上游為發源於山梨縣山梨市北部甲武信岳、國師岳的東澤溪谷以及發源於山梨市國師岳、奥千丈岳的西澤溪谷。經過廣瀨湖（廣瀨水壩）後，繼續向下流經甲州市、笛吹市等地區，滋潤了甲府盆地的東南部，並在南巨摩郡富士川町與富士川（釜無川）合流。流域內形成了許多沖積扇。處理好灌溉用水的果園在種植葡萄等水果上有相當的成果。

## 歷史
笛吹川之名是源於一則描述一名被稱為「笛吹權三郎」的孝子的民間故事，該故事通常被稱為「笛吹權三郎」或「笛吹川」。在江戶時代，是以甲斐國的香魚為名產聞名日本，在寶曆2年（1752年）的《裏見寒話》、嘉永3年（1850年）的《甲斐廼手振》等書中與荒川、釜無川一起被記錄為以笛吹川的香魚為名產的地區。在笛吹市石和町會進行石和鵜飼（鸕鶿捕魚）。